# HD 219586
HD 219586，又名BD+70 1311，SAO 10671、HR 8851，是一颗恒星，视星等为5.56，位于銀經115.19，銀緯9.47，其B1900.0坐标为赤經23h 11m 46.2s，赤緯+70° 9.47′ 34″。